# Josep Moratalla
Josep Moratalla (Esparreguera, 1º ottobre 1958) è un ex calciatore spagnolo, di ruolo difensore.

## Carriera
Con il Barcellona vinse il campionato spagnolo nel 1985, la Coppa delle Coppe nel 1982, la Coppa del Re nel 1983 e nel 1988 e la Coppa di Lega spagnola nel 1983 e nel 1986.

## Palmarès

### Club

#### Competizioni nazionali
- Campionato spagnolo: 1

Barcellona: 1984-1985
- Coppa di Spagna: 2

Barcellona: 1982-1983, 1987-1988
- Copa de la Liga: 2

Barcellona: 1983, 1986
- Supercoppa di Spagna: 1

Barcellona: 1983

#### Competizioni internazionali
- Coppa delle Coppe: 1

Barcellona: 1981-1982